# Valierius Jasiūnas
Valierius Jasiūnas (* 6. August 1947 in Pabiržė, Rajon Biržai, Litauische SSR; † 14. Juli 2021 in Kaunas) war ein litauischer Kinesiologe und Universitätsprofessor.

## Leben
1969 absolvierte das Studium am Lietuvos kūno kultūros institutas und 1983 promovierte in der Biologie. Von 1971 bis 1993 lehrte er am Lietuvos kūno kultūros institutas, von 1983 bis 1991 war Institutsprorektor für Wissenschaft,  von 1991 bis 1992 Rektor. Ab 1993 lehrt er an der Kauno medicinos akademija (ab 1998:  Kauno medicinos universitetas), von 1993 bis 2003 war er Leiter des Lehrstuhls für Kinesiologie, seit 1993 Professor.

## Bibliografie
- Sunkioji atletika, Lehrbuch, 1989.